# Lista de consortes reais da Toscana
Esta é uma lista das consortes reais da Toscana. A região que compreende atualmente a região italiana da Toscana passou a ser governada como um Estado independente em 1532, quando membros da Casa de Médici integraram o território ao Ducado de Florença e, posterior à organização do Grão-Ducado da Toscana, assumiram o título de Grãos-Duques da Toscana. Em meados do século XVIII, a Toscana passou a ser governada pelos monarcas da Casa de Habsburgo-Lorena e, após as Campanhas Napoleônicas na década de 1810, tornou-se parte do Reino da Etrúria. Os Habsburgo-Lorena voltaram a reinar sobre a Toscana em 1814 e permaneceram no poder até 1860, quando o grão-ducado foi dissolvido e anexado ao Reino de Itália.
Desde a fundação do Grão-Ducado da Toscana até a sua anexação à Itália unificada, a Toscana possuiu quinze consortes reais, sendo todas elas mulheres com exceção de Félix Baciocchi que reinou conjuntamente com sua esposa, Elisa Bonaparte, de 1807 a 1814. De todos os monarcas toscanos, apenas Carlos II de Bourbon-Parma não foi casado ao longo de todo o seu reinado. Maria Antônia de Bourbon-Duas Sicílias, filha de Francisco I das Duas Sicílias e irmã da Imperatriz Teresa Cristina do Brasil, foi última consorte real toscana como esposa de Leopoldo II de 1833 a 1859.

## Grã-Duquesas da Toscana (1569–1859)

### Casa de Médici (1569–1737)
| Nome                                                                     | Imagem                                 | Nascimento             | Cônjuge                                      | Morte                                              |
| ------------------------------------------------------------------------ | -------------------------------------- | ---------------------- | -------------------------------------------- | -------------------------------------------------- |
| Joana de Áustria 21 de abril de 1574 — 11 de abril de 1578               | Joana de Áustria                       | 24 de janeiro de 1547  | Francisco I 25 de dezembro de 1565 8 filhos  | 11 de abril de 1578 (31 anos, 2 meses e 18 dias)   |
| Bianca Cappello 12 de junho de 1579 — 20 de outubro de 1587              | Bianca Cappello                        | 1548                   | Francisco I 12 de junho de 1579 1 filho      | 20 de outubro de 1587 (39 anos, 9 meses e 19 dias) |
| Cristina de Lorena 3 de maio de 1589 — 17 de fevereiro de 1609           | Cristina de Lorena                     | 6 de agosto de 1565    | Fernando I 3 de maio de 1589 9 filhos        | 9 de dezembro de 1637 (72 anos, 4 meses e 3 dias)  |
| Maria Madalena da Áustria 3 de fevereiro de 1609 — 1 de novembro de 1631 | Maria Madalena de Áustria              | 7 de outubro de 1589   | Cosme II 19 de outubro de 1608 8 filhos      | 1 de novembro de 1631 (42 anos e 25 dias)          |
| Vitória Della Rovere 26 de setembro de 1633 — 3 de março de 1694         | Vittoria della Rovere                  | 7 de fevereiro de 1622 | Fernando II 26 de setembro de 1633 4 filhos  | 5 de março de 1694 (72 anos e 26 dias)             |
| Margarida Luísa de Orleães 23 de maio de 1670 — 17 de setembro de 1721   | Margarida Luísa de Orleães             | 28 de julho de 1645    | Cosme III 20 de junho de 1661 3 filhos       | 17 de setembro de 1721 (76 anos, 1 mês e 20 dias)  |
| Ana Maria de Saxe-Lauemburgo 31 de outubro de 1723 — 9 de julho de 1737  | Ana Maria Francisca de Saxe-Lauemburgo | 13 de junho de 1672    | João Gastão 2 de setembro de 1697 Sem filhos | 15 de outubro de 1741 (69 anos, 4 meses e 2 dias)  |

### Casa de Habsburgo-Lorena (1737–1801)
| Nome                                                                  | Imagem                     | Nascimento             | Cônjuge                                                | Morte                                               |
| --------------------------------------------------------------------- | -------------------------- | ---------------------- | ------------------------------------------------------ | --------------------------------------------------- |
| Maria Teresa da Áustria 12 de julho de 1737 — 18 de agosto de 1765    | Maria Teresa de Áustria    | 13 de maio de 1717     | Francisco II Estevâo 12 de fevereiro de 1736 16 filhos | 29 de novembro de 1780 (63 anos, 6 meses e 16 dias) |
| Maria Luísa da Espanha 18 de agosto de 1765 — 22 de julho de 1790     | Maria Luísa da Espanha     | 24 de novembro de 1745 | Leopoldo I 16 de fevereiro de 1764 16 filhos           | 15 de maio de 1792 (46 anos, 5 meses e 21 dias)     |
| Luísa de Nápoles e Sicília 15 de agosto de 1790 — 21 de março de 1801 | Luísa de Nápoles e Sicília | 27 de julho de 1773    | Fernando III 15 de agosto de 1790 6 filhos             | 19 de setembro de 1802 (29 anos, 1 mês e 23 dias)   |

## Rainhas da Etrúria

### Casa de Bourbon-Parma (1801–1807)
| Nome                                                            | Imagem                 | Nascimento         | Casamento e descendência             | Morte                                           |
| --------------------------------------------------------------- | ---------------------- | ------------------ | ------------------------------------ | ----------------------------------------------- |
| Maria Luísa de Espanha 21 de março de 1801 — 27 de maio de 1803 | Maria Luísa de Espanha | 6 de julho de 1782 | Luís I 25 de agosto de 1795 2 filhos | 13 de março de 1824 (41 anos, 8 meses e 7 dias) |

## Grã-Duquesas da Toscana

### Casa de Bonaparte (1807-1814)
Durante as Campanhas Italianas das Guerras Revolucionárias Francesas, a Toscana foi conquistada por Napoleão Bonaparte e anexada ao Império Francês. À Elisa Bonaparte, irmã de Napoleão, foi atribuído o título honorário de Grã-Duquesa da Toscana, embora esta não tenha efectivamente governado a região.
| Nome                                                        | Imagem          | Nascimento         | Casamento e descendência                   | Morte                                            |
| ----------------------------------------------------------- | --------------- | ------------------ | ------------------------------------------ | ------------------------------------------------ |
| Félix Baciocchi 3 de março de 1809 — 1 de fevereiro de 1814 | Félix Baciocchi | 18 de maio de 1762 | Elisa Bonaparte 1 de maio de 1797 5 filhos | 27 de abril de 1841 (78 anos, 11 meses e 9 dias) |

### Casa de Habsburgo-Lorena (1814–1860)
| Nome | Imagem                          | Nascimento             | Casamento e descendência                    | Morte                                               |
| --- | ------------------------------- | ---------------------- | ------------------------------------------- | --------------------------------------------------- |
| Maria Fernanda da Saxónia 6 de maio de 1821 — 18 de junho de 1824                                                 | Maria Fernanda da Saxónia       | 27 de abril de 1796    | Fernando III 6 de maio de 1821 Sem filhos   | 3 de janeiro de 1865 (68 anos, 8 meses e 7 dias)    |
| Maria Ana da Saxónia 18 de junho de 1824 — 24 de março de 1832                                                    | Maria Ana da Saxónia            | 15 de novembro de 1799 | Leopoldo II 16 de novembro de 1817 4 filhos | 24 de março de 1832 (32 anos, 4 meses e 9 dias)     |
| Maria Antônia das Duas Sicílias 7 de junho de 1833 — 21 de julho de 1859                                          | Maria Antônia das Duas-Sicílias | 19 de dezembro de 1814 | Leopoldo II 7 de junho de 1833 10 filhos    | 7 de novembro de 1898 (83 anos, 10 meses e 19 dias) |
| O Grão-Ducado da Toscana foi anexado ao Reino da Sardenha em 1860, vindo a fazer depois parte do Reino de Itália. |                                 |                        |                                             |                                                     |